# Angraecum rhynchoglossum
Angraecum rhynchoglossum Schltr., 1925 è una pianta della famiglia delle Orchidacee, endemica del Madagascar.

## Descrizione
È una orchidea epifita, priva di fusto, con foglie lineari lunghe 11–15 cm e larghe 4–5 cm, dotata di un singolo fiore, di colore giallo-verdastro; alla base del labello è presente uno sperone claviforme, lungo 25 mm.

## Distribuzione e habitat
La specie è diffusa nelle foreste umide del Madagascar centro-orientale, tra i 1000 e i 1400 m di altitudine.